# Ringway
Ringway lub Ringey – osada i civil parish w Anglii, w hrabstwie ceremonialnym Wielki Manchester, w dystrykcie metropolitalnym City of Manchester. Leży 13 km na południe od centrum miasta Manchester. W 2011 roku civil parish liczyła 103 mieszkańców.
W osadzie znajduje się port lotniczy Manchester, otwarty w 1938 roku, początkowo nazwany Ringway Airport. Podczas II wojny światowej istniała tam baza lotnictwa wojskowego RAF Ringway. W 1974 roku Ringway zostało włączone w obręb City of Manchester jako civil parish. 